# NGC 2663
NGC 2663 (również PGC 24590) – galaktyka eliptyczna (E), znajdująca się w gwiazdozbiorze Kompasu. Odkrył ją Lewis A. Swift 8 lutego 1886 roku.